# Schorsing van de voorlopige hechtenis
De uitvoering van het bevel tot voorlopige hechtenis kan worden geschorst. 
Deze schorsingen kunnen tijdelijk van aard zijn, wanneer bijvoorbeeld het belang van de verdachte om op een andere plaats aanwezig te zijn dan in het Huis van Bewaring, groter is dan het belang van de maatschappij dat verdachte feitelijk vastzit. Denk hierbij bijvoorbeeld aan de mogelijkheid dat een verdachte een intakegesprek zal voeren bij een afkickkliniek, of dat verdachte aanwezig zal zijn bij een begrafenis van een van zijn naaste familieleden. 
Deze schorsingen kunnen ook een meer permanent karakter hebben. De schorsing duurt dan voort tot het moment dat de verdachte voor de rechtbank moet verschijnen. 

## Schorsing door de rechter-commissaris
Het bevel tot inbewaringstelling dat door de rechter-commissaris wordt verleend (zie ook: inbewaringstellen), moet in beginsel van de wetgever worden geschorst wanneer de verdachte een minderjarige is. 
Deze wettelijke 'druk' bestaat niet wanneer de verdachte meerderjarig is. In dat geval moet de rechter-commissaris beoordelen of de belangen van de verdachte om in vrijheid zijn proces af te wachten, zwaarder moeten wegen dan de belangen van de maatschappij/justitie bij het voortduren van de voorlopige hechtenis. 
De wetgever heeft ook besloten dat de voorlopige hechtenis moet worden geschorst wanneer niet te verwachten valt dat de verdachte voor de strafbare feiten waarvan hij verdacht wordt een even lange, of kortere gevangenisstraf zal krijgen dan de duur van de voorlopige hechtenis.

## Schorsing door de raadkamer van de rechtbank
De voorlopige hechtenis kan ook om dezelfde redenen als hierboven genoemd door de raadkamer van de rechtbank worden geschorst.

## Verzoeken tot schorsing
De advocaat van de verdachte doet meestal op grond van de volgende redenen een verzoek tot schorsing van de voorlopige hechtenis: 
- De verdachte is nooit eerder in aanraking geweest met politie en justitie;
- De verdachte zal door het ondergaan van de voorlopige hechtenis zijn baan kwijt raken;
- De verdachte volgt een opleiding, en het is van belang dat hij deze voortzet;
- De verdachte heeft volledig meegewerkt met het onderzoek;
- De voorlopige hechtenis zou een averechtse werking hebben op de verdachte;
- De ernst van de feiten weegt nauwelijks op tegen de 'straf' van het vastzitten;
- De verdachte kan wegens zijn gezondheidstoestand de voorlopige hechtenis niet ondergaan.

## Het bevel tot schorsing van de voorlopige hechtenis
In dit bevel wordt de aanleiding om tot schorsing over te gaan beschreven, en ook de datum en het tijdstip waarop de schorsing ingaat. Aan de schorsing van de voorlopige hechtenis zijn een aantal voorwaarden verbonden.
Over het algemeen zijn deze voorwaarden:
- Dat de verdachte geen nieuwe strafbare feiten mag plegen;
- Dat de verdachte bij verhuizing zijn nieuwe adresgegevens door moet geven aan politie en justitie;
- Dat de verdachte op iedere oproep van politie of justitie moet verschijnen;
- Dat de verdachte mee zal werken aan een onderzoek van een gedragsdeskundige, in het geval er zo'n onderzoek gestart wordt;
- Dat de verdachte zich niet zal onttrekken aan zijn vrijheidsbeneming, mocht die worden bevolen.

Daarnaast kan de autoriteit van wie het bevel uitgaat (de rechter-commissaris of de raadkamer van de rechtbank) een aantal aanvullende schorsingsvoorwaarden opleggen. en bijvoorbeeld aan een voorwaarde dat de verdachte niet in een bepaalde straat mag komen, of geen contact mag opnemen met bepaalde personen.